# کانیرز هرینگ
 کانیرز هرینگ (انگلیسی: Conyers Herring؛ ۱۵ نوامبر ۱۹۱۴ – ۲۳ ژوئیهٔ ۲۰۰۹) یک فیزیک‌دان اهل ایالات متحده آمریکا بود.
وی همچنین برنده جوایزی همچون جایزه ولف شده است.